# Podčauš
Podčauš (cyr. Подчауш) – wieś w Bośni i Hercegowinie, w Republice Serbskiej, w gminie Bratunac. W 2013 roku liczyła 127 mieszkańców.